# Le impiegate stradali (Batton Story)
Le impiegate stradali (Batton Story) è un film del 1976 diretto da Mario Landi.

## Trama
Marisa, un'insegnante romana, si trova involontariamente coinvolta in una retata della Buoncostume. La conoscenza con le prostitute la fa schierare dalla loro parte per sostenerne i diritti.